# 晋绥边区八专署旧址
晋绥边区八专署旧址，位于中华人民共和国山西省太原市古交市胜利街101号，已列为山西省文物保护单位。

## 保护
2021年8月4日，晋绥边区八专署旧址由山西省人民政府公布为第六批山西省文物保护单位，编号6-281。